# Александровский участок
Александровский участок — одна из единиц дореволюционного административно-территориального деления Петербурга-Петрограда в статусе пригородного участка. Располагался на левом берегу Невы в районе села Александровского и входил в юрисдикцию Рыбацкой волости Санкт-Петербургского уезда.
После Февральской революции 1917 года Александровский участок преобразован в Обуховский район, который вскоре был присоединён к Невскому району, ранее созданному на территории соседнего Шлиссельбургского участка.
Получил название по селу Александровскому, которое в XVIII веке принадлежало генерал-прокурору Александру Алексеевичу Вяземскому. 
В настоящее время (2018 год) основная часть территории бывшего Александровского участка, расположенная к востоку от полосы отчуждения Октябрьской железной дороги, входит в состав Невского района Петербурга. Земли Новоалександровской колонии и территория кладбища жертв 9-го января (бывшего Преображенского), расположенные к западу от железной дороги, сегодня входят в состав Фрунзенского района.

## Местоположение и состав

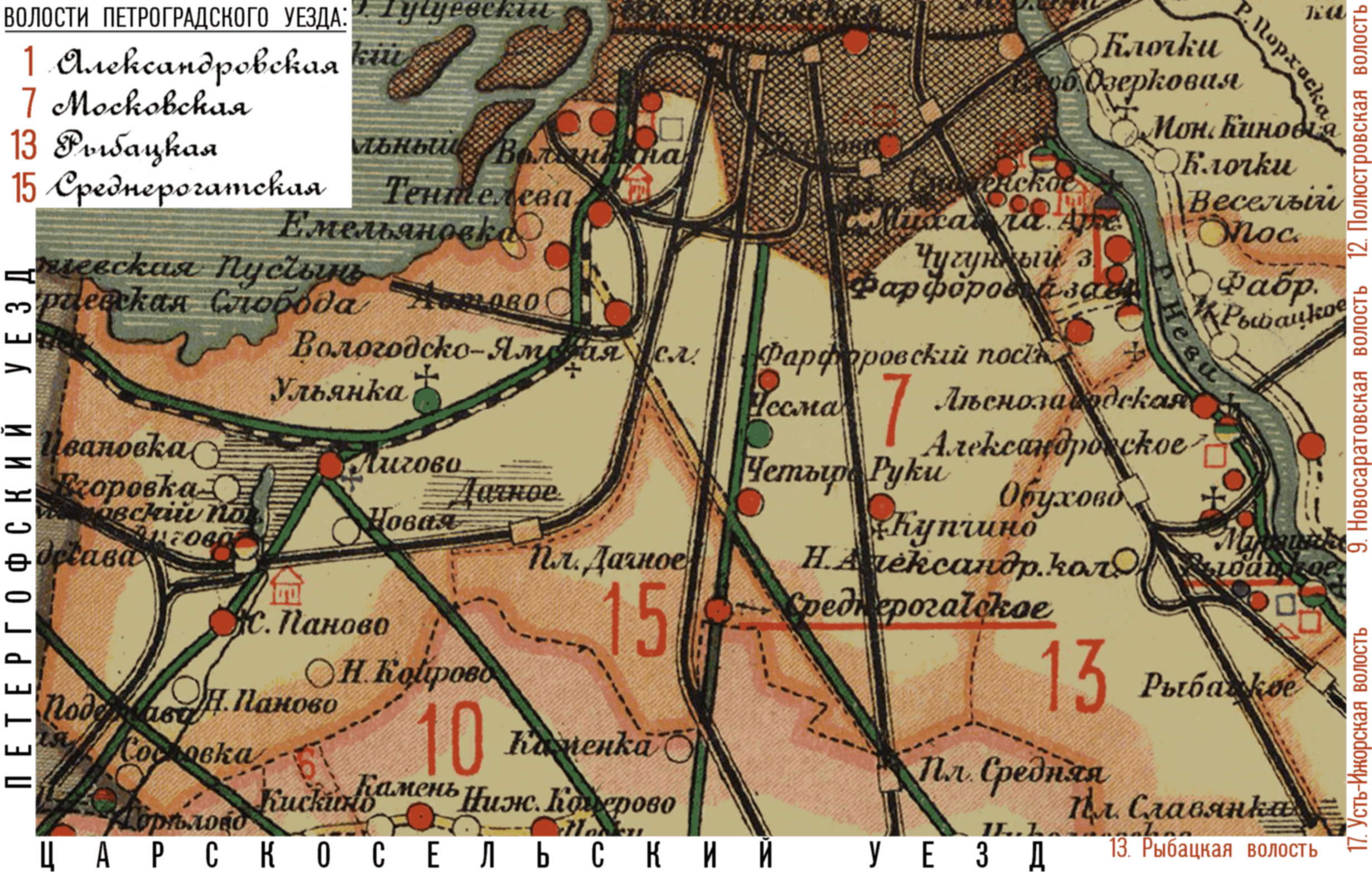
Рыбацкая волость (№13) на карте Петроградского уезда, 1916.
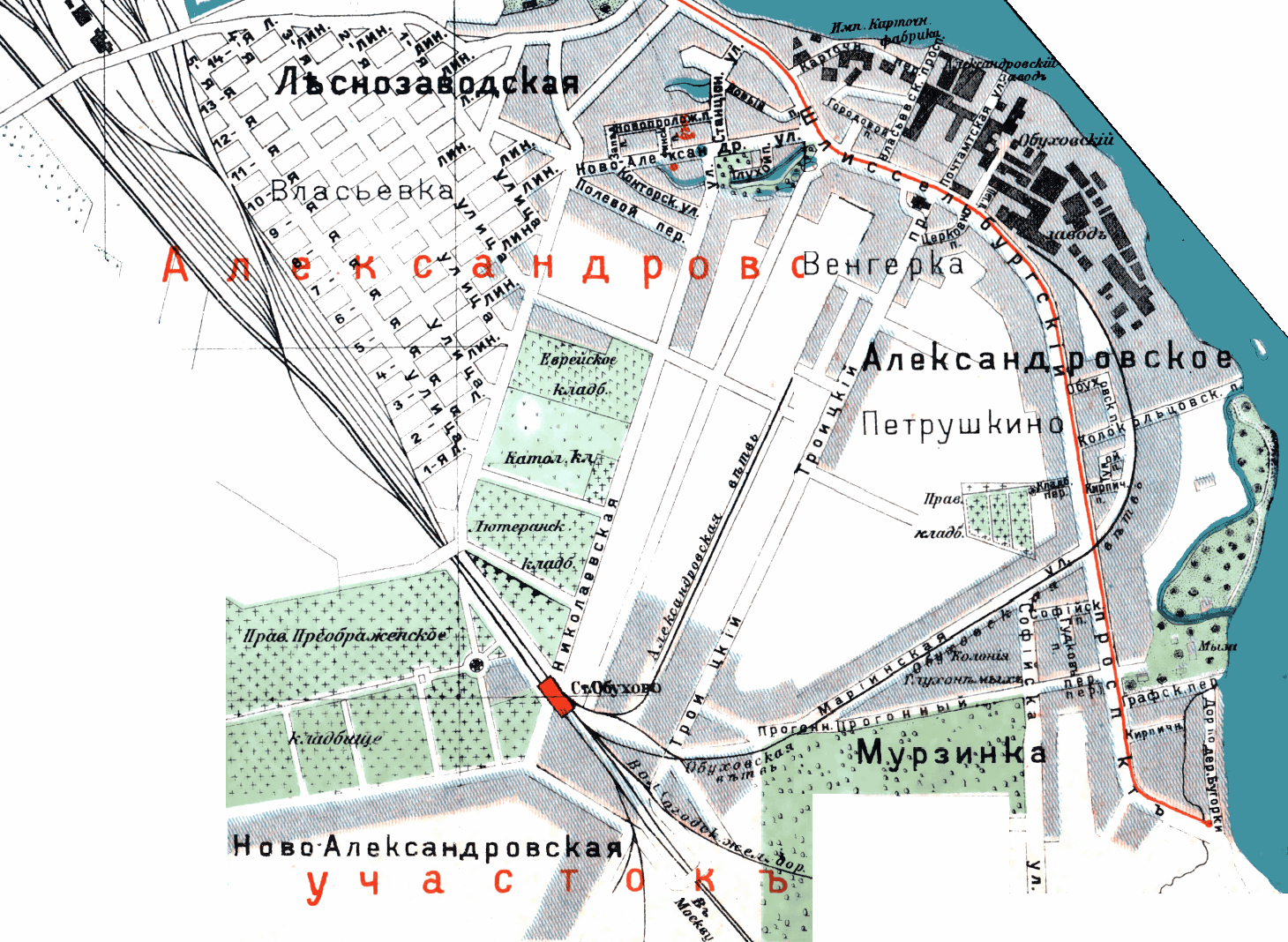
Александровский участок («Весь Петроград», 1917).

Александровский участок располагался на крайнем юго-востоке Петрограда вдоль Невы, примыкая на левом берегу с севера к Шлиссельбургскому участку, и к другим волостям Петербургского уезда по остальным своим границам. В уездном административном делении участку соответствовала Александровская волость.

### Ново-Александровская колония
Ново-Александровская колония — населённая местность, юридически относившаяся к селу Александровскому Рыбацкой волости. Справочник «Весь Петроград» за 1917 год определяет её местоположение к западу от линии Николаевской железной дороги до границы с землями крестьян деревни Купчино.
Ново-Александровская улица — производный топоним; улица в селе Александровском, проходящая «от Шлиссельбургского проспекта до Лесновского поля» и пересекавшая последовательно: Станционную улицу, Новопроложенную улицу и Западный переулок. Написание с дефисом — историческое по состоянию на 1917 год; написание без дефиса («Новоалександровская») чревато смешением с топонимическим рядом северных районов (Новоалександровская ул. и пр.).

### Населённые пункты
Венгерка, Петрушкино — изначально слободки при прибрежных заводах, к 1910-м годам слились с другими кварталами села Александровского.
Му́рзинка — деревня между Обуховым и Рыбацким у устья одноимённой реки. Сейчас её территория считается историческим районом Петербурга, ограниченным СПбКАД, руслами Мурзинки и Невы и Петербурго-Вологодской железной дорогой. Основную часть современного района занимает Южная водопроводная станция Водоканала Санкт-Петербурга, также здесь находятся построенный в 2008—2012 гг. ЖК КАН и ряд других сооружений.

## Достопримечательности

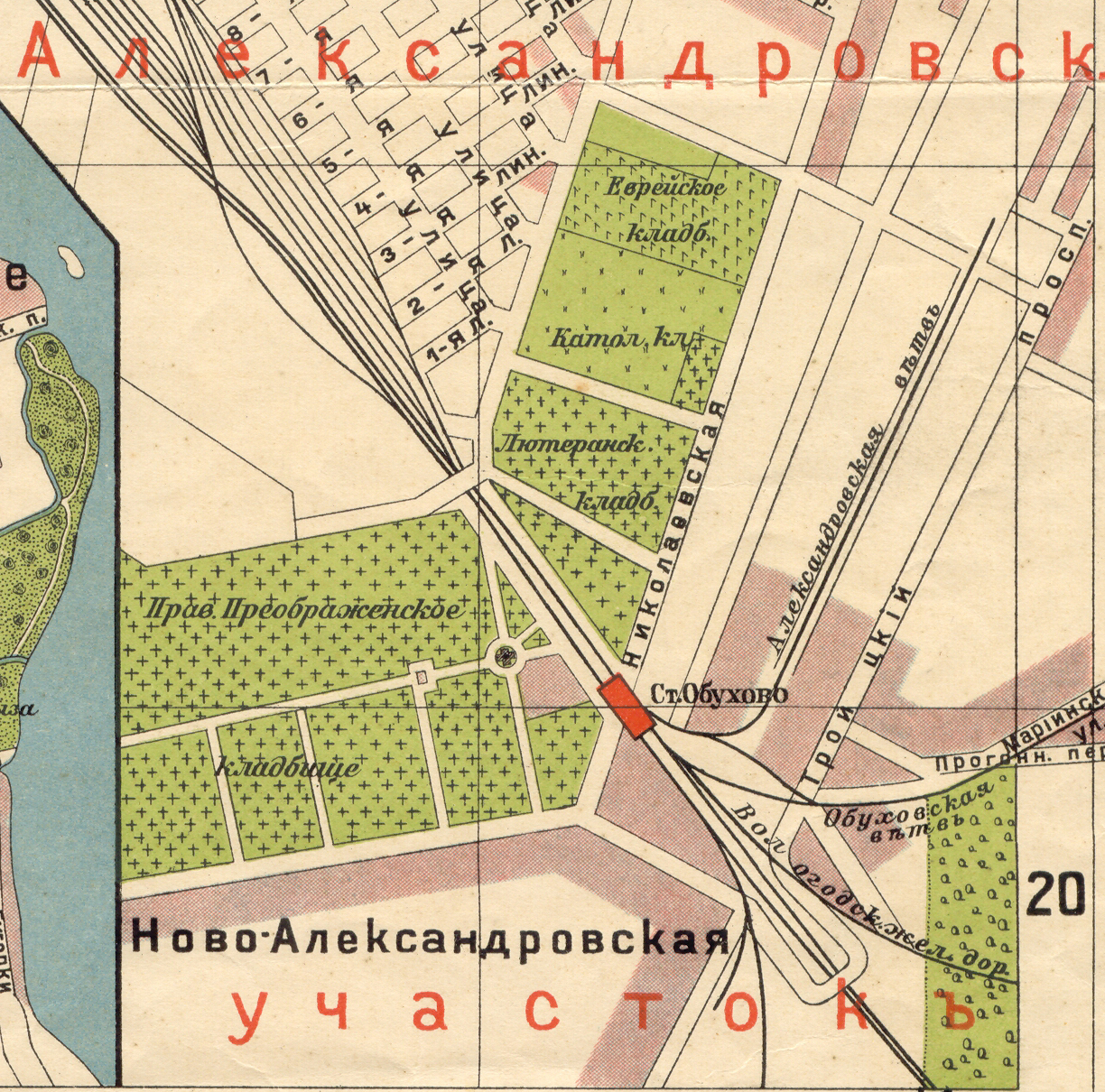
Расположение кладбищ Александровского участка (1913)
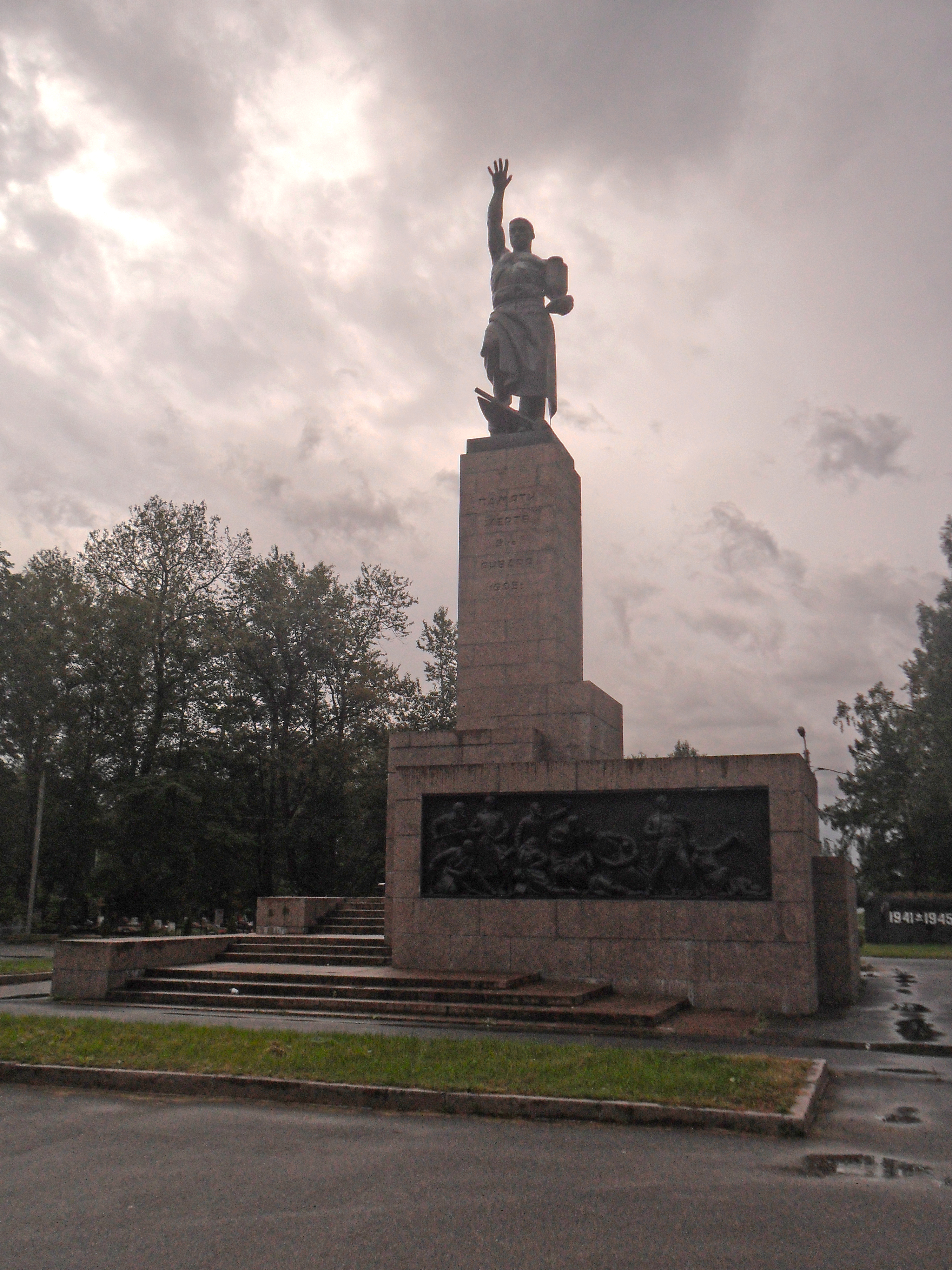
Памятник жертвам Кровавого воскресенья
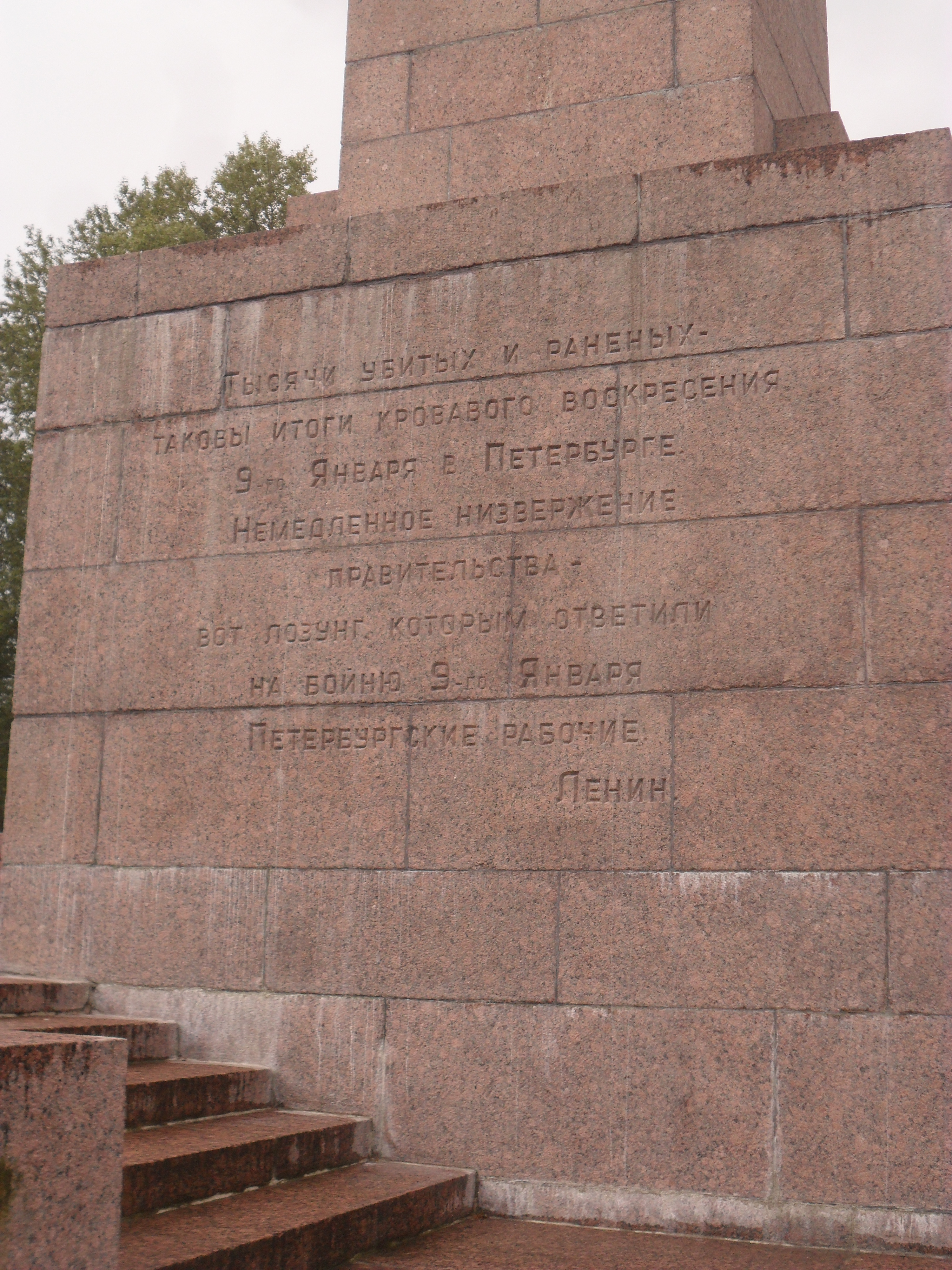
Пьедестал памятника жертвам 9 января

- Кладбище Памяти жертв 9-го января с памятником жертвам расстрела царским режимом мирных демонстраций в Кровавое воскресенье 9 января 1905 года.